# Conopinae
Conopinae là một phân họ ruồi trong họ Conopidae.

## Tông
- Tông Conopini

- Chi Conops Linnaeus, 1758
- Chi Leopoldius Róndani, 1843

- Tông Physocephalini

- Chi Physocephala Schiner, 1861

Danh sách này không đầy đủ, bạn cũng có thể giúp mở rộng danh sách.